# برای الیزه
باگاتل شمارهٔ ۲۵ در لا مینور، وو ۵۹، معروف به برای الیزه (به آلمانی: Für Elise) قطعه‌ای محبوب برای پیانو اثر لودویگ فان بتهوون است.

## تاریخچه
بتهوون «برای الیزه» را در حدود سال ۱۸۱۰ تصنیف کرد. این اثر هرگز در زمان زندگی آهنگ‌ساز منتشر نشد و نخستین بار در سال ۱۸۶۷، چهل سال پس از مرگ وی، منتشر گردید. به گفتهٔ لودویگ نول، یابندهٔ قطعه، عبارتِ «برای الیزه در ۲۷ آوریل به عنوان یادگاری از ل. ف. بتهوون» در متن دستنویس که اکنون گم شده‌است، نوشته شده بوده‌است. امروزه هویت دقیق الیزه مشخص نیست؛ وانگهی، برخی پژوهشگران احتمال می‌دهند که الیزه، ترزه مالفاتی، دوست نزدیک بتهوون بوده‌است.

Für Elise ( به انگلیسی For Elise ) اسم دوم یکی از مشهور ترین قطعه های هنری بتهوون هست . اسم اصلی و رسمی آن Bagatelle است . 
"این متن توسط شاورک نوشته شده"
این قطعه هنری تا سال 1867 منشتر نشده بود, یعنی 40 سال بعد از مرگ بتهوون . کاشف این قطعه یعنی لودویگ نوهل تایید کرد که دست نوشته ی اصلی آن که تاریخی به 27 آپریل داشته گم شده است . معلوم نیست Elise که بوده است . مکس یونگر اشاره میکند که نوهل ممکن است اسم قطعه را به نادرستی رونویسی کرده و نوشته ی اصلی ممکن است تیتری با عنوان " Für Therese " داشته باشد که اشاره ای ست به Therese Malfatti von Rohrenbach zu Dezza ( 1792 – 1851 . او یکی از دوستان و شاگرد بتهوون بود که به او در سال 1810 پیشنهاد ازدواج داد ولی او درخواست بتههون را رد کرد و با نجیب زاده صاحب منصب ایالتی اتریشی یعنی Wilhelm von Droßdik در سال 1816 ازدواج کرد. برطبق مطالعه ی اخیری که توسط Klaus Martin Kopitz صورت گرفته است یک مدرک نامطمئن وجود دارد که این قطعه برای خواننده ی اپرا ی آلمانی یعنی Elisabeth Röckel نوشته شده است که بعدا همسر Johann Nepomuk Hummel شد . “Elise “  همانطوری که توسط یک کشیش کلیسا صدا میشد ( او همیشه خودش را بتی صدا میکرد ) یکی از دوستان بتهوون از سال 1808 بوده است . در حال حاضر ثابت شده است که Rudolf Schachner که در سال 1851 قطعه های موزیک Therese von Droßdik رو به ارث برد یکی از اقوام Babette Bredl بوده است که در سال 1865 به نوهل اجازه ی کپی کردن دست نوشته ای که در اختیارش بود را داد . بنابراین فرضیه ی Kopitz کاملا بدین وسیله رد میشود .
موزیک شناس و پیانیست Luca Chiantore در تز دکترای خودش و در کتاب اخریش یعنی "Beethoven al piano" این موضوع رو مورد بحث گذاشت که بتهوون ممکن است کسی نبوده باشد که به این قطعه فرم و شکلی که امروز ما را آن میشناسیم داده باشد . Chiantore اشاره میکند که دست خط اصلی امضا شده که بر اساس آن لودویگ نوهل ادعا کرده است که رونویسیش رو انجام داده,ممکن است اصلا وجود نداشته باشد .از طرف دیگر ,موزیک شناس بری کوپر در یک ارزیابی در سال 1984 در مجله ی موزیک تایمز اظهار نظر که یکی از دو طرح های ارزیابی دقیقا مشابه نسخه ی چاپ شده است . همچنین اشاره شده است که Elise به سادگی اشاره به اصطلاحی در این نقطه از تاریخ میکند که در آن معنی " عزیزم " رو میداده است بنابر این این امر نشان میدهد که  این قطعه برای شخص خاصی نوشته نشده است .

## نگارخانه

آغاز قطعه
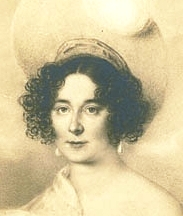
ترزه مالفاتی
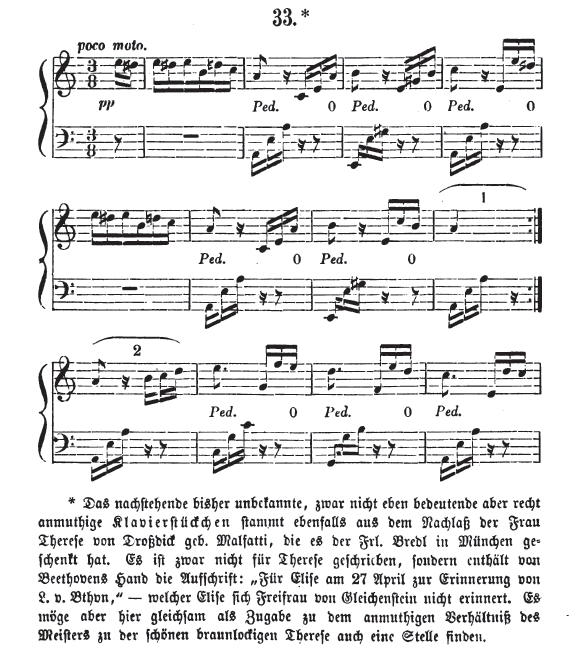
نخستین ویرایش، ۱۸۶۷

## یادداشت
1. ↑  به آلمانی: «Für Elise am 27 April zur Erinnerung von L. v. Beethoven"